# Шовкопряд салатний
Шовкопряд салатний (Lemonia dumi) — вид лускокрилих комах з родини брамей (Brahmaeidae). Один з 10 видів палеарктичного роду; один з 3 видів роду у фауні України.

## Поширення
Вид поширений майже по всій Європі (крім Великої Британії, Ірландії та півночі Скандинавії) на схід до Туреччини та Уральських гір. Кругом рідкісний і трапляється локально.

## Опис
Розмах крил 45-65 мм. Тіло волохате, коричневого кольору. Крила теж коричневі з жовтою перев'язю по центру. На передньому крилі є також чітка кругла жовта пляма. Забарвлення у самиць світліше, а розміри тіла більші. У самців вусики довгі та гребнисті, у самиць вони короткі та гладкі.

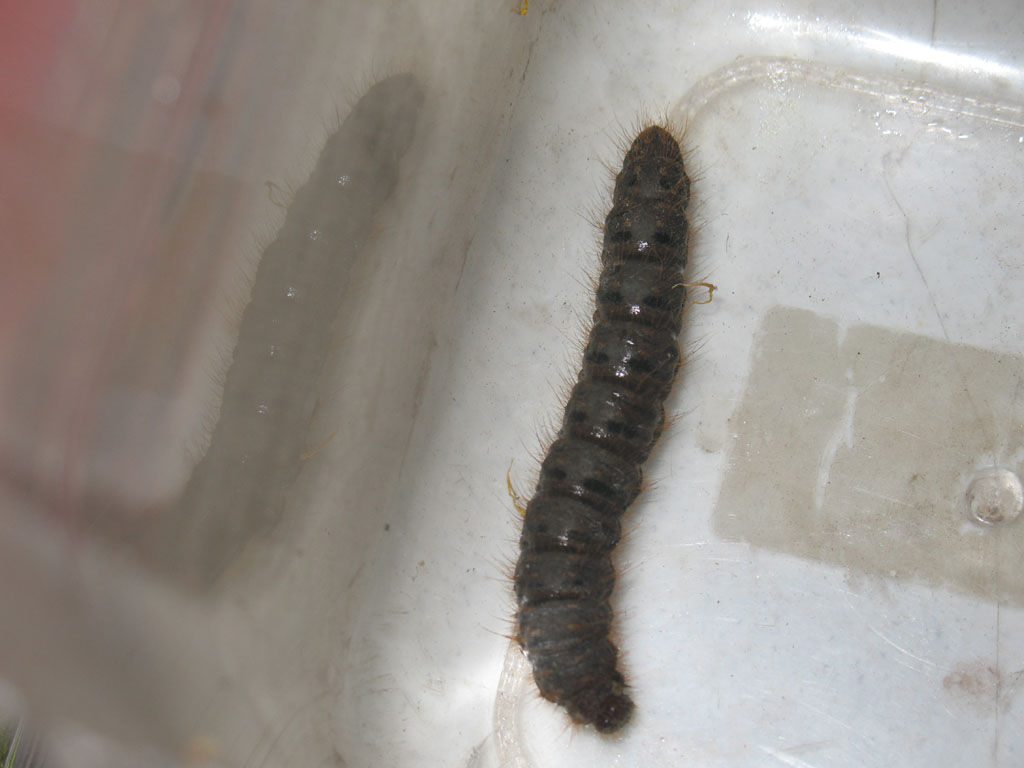
Гусениця
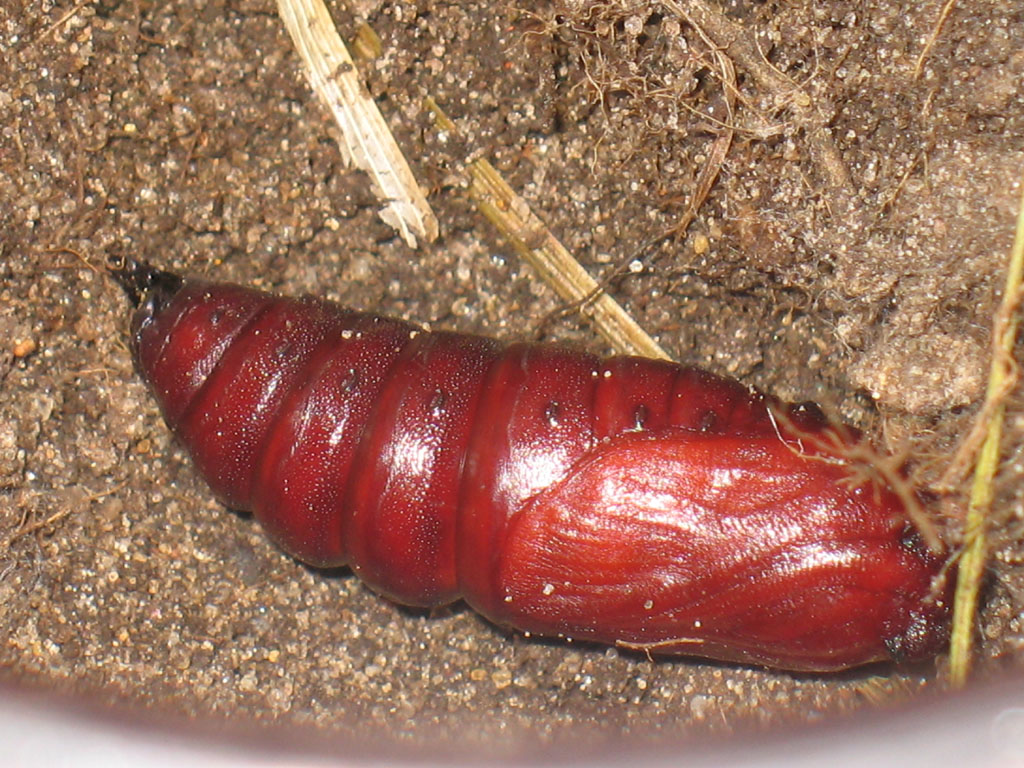
Лялечка

## Спосіб життя
Метелики літають у жовтні-листопаді, часто після перших нічних заморозків. Трапляються на сухих, добре прогрітих луках. Тривалість життя імаго дуже коротка. Вони відкладають яйця в основі сухих стебел кормових рослин і гинуть. Зимують яйця. Гусениці живуть з травня по липень. Живляться листям нечуйвітра та кульбаби.